# BMW Eigenbau
BMW Eigenbau – wspólna nazwa jednomiejscowych samochodów wyścigowych przełomu lat 40. i 50. XX wieku, powstałych na bazie BMW 328.

## Historia
Pod koniec lat 30. BMW ustaliło swoją reputację za sprawą sukcesów modelu 328, który wygrał między innymi wyścig 24h Le Mans w swojej klasie w 1939 roku, a także Mille Miglia rok później. W 1937 roku model 328 zaczął być dostępny w sprzedaży, a BMW wyprodukowało łącznie 464 jego egzemplarze. Sukcesy 328 nie wynikały z nadwozia, a zupełnie nowego silnika z głowicami ze stopów metali lekkich. Silnik ten wszedł później do seryjnej produkcji i rozwijał moc 80 KM.
Po II wojnie światowej silnik BMW 328 stał się bazą dla samochodów wyścigowych, określanych wspólnym mianem BMW Eigenbau (lub BMW Special). Wielu kierowców wyścigowych umieszczało jednostkę 328 do bardziej konkurencyjnych nadwozi.
BMW Eigenbau odnosiły znaczne sukcesy w Formule 2 w RFN i NRD na przełomie lat 40. i 50. W 1952 roku w Niemczech Zachodnich samochody te były już jednak przestarzałe, ale mimo to pojawiły się w kilku międzynarodowych wyścigach, jak Eifelrennen, Grand Prix des Frontières czy Grand Prix Niemiec. Samochody te ścigały się do 1955 roku.

## Lista modeli
- RFN: Adolff, Balsa, BLG, Gerbel, Krakau, Reif/Meteor, Prinzbach, Sandgathe, Schöpflin, Spitzmüller, von Müller, Wagner, WAM, Weißenberger
- NRD: Althoff, Baum, Binner, Der weiße Traum, EMW 340/I, Erfurth, Fitzau, Grauer, Greifzu, Heck, Janocha, Kubelka, Reichardt, Reif, Straubel, Thiel, Veryser, Weber, Werkmeister, Winkler, Wolf, Zimmer

## Wyniki w Formule 1
| Legenda oznaczeń w tabelach wyników Wyświetl szablon na nowej stronie | Legenda oznaczeń w tabelach wyników Wyświetl szablon na nowej stronie                                                                     |
| Oznaczenie                                                            | Wyjaśnienie |
| --------------------------------------------------------------------- | --- |
| Złoty                                                                 | Zwycięzca lub mistrzostwo |
| Srebrny                                                               | 2. miejsce lub wicemistrzostwo |
| Brązowy                                                               | 3. miejsce lub II wicemistrzostwo |
| Zielony                                                               | Ukończył, punktował (w klasyfikacji generalnej, gdy zdobył co najmniej jeden punkt na przestrzeni sezonu, poza trzema powyższymi opcjami) |
| Niebieski                                                             | Ukończył, nie punktował (w klasyfikacji generalnej, gdy nie zdobył co najmniej jednego punktu na przestrzeni sezonu)                      |
| Czerwony                                                              | Nie zakwalifikował się (NZ) |
| Czerwony                                                              | Nie prekwalifikował się (NPK) |
| Różowy                                                                | Nie ukończył (NU) |
| Różowy                                                                | Niesklasyfikowany (NS) (w klasyfikacji generalnej, gdy nie został sklasyfikowany w żadnym wyścigu sezonu)                                 |
| Czarny                                                                | Zdyskwalifikowany (DK) |
| Czarny                                                                | Wykluczony (WYK/EX) |
| Biały                                                                 | Nie wystartował (NW) |
| Biały                                                                 | Kontuzjowany (K/INJ) |
| Biały                                                                 | Wyścig odwołany (OD/C) |
| Bez koloru                                                            | Został wycofany (WYC/WD) |
| Bez koloru                                                            | Nie przybył (NP/DNA) |
| Bez koloru                                                            | Nie brał udziału w treningach (NT/DNP) |
| Bez koloru                                                            | Nie został zgłoszony (–) |
| Pogrubienie                                                           | Start z pole position |
| Kursywa                                                               | Najszybsze okrążenie wyścigu |
| †                                                                     | Nie ukończył, ale jego rezultat został zaliczony ze względu na przejechanie więcej niż 90% dystansu wyścigu.                              |
| *                                                                     | Sezon w trakcie |
| 1/2/3                                                                 | Punktowana pozycja w sprincie kwalifikacyjnym                                                                                             |
| Lista systemów punktacji Formuły 1                                    | |

| Sezon | Zespół         | Silnik | Kierowcy            | Wyniki w poszczególnych eliminacjach | Wyniki w poszczególnych eliminacjach | Wyniki w poszczególnych eliminacjach | Wyniki w poszczególnych eliminacjach | Wyniki w poszczególnych eliminacjach | Wyniki w poszczególnych eliminacjach | Wyniki w poszczególnych eliminacjach | Wyniki w poszczególnych eliminacjach | Wyniki w poszczególnych eliminacjach | Wyniki kierowców | Wyniki kierowców | Wyniki konstruktora | Wyniki konstruktora |
| 1952  |                |        |                     | Szwajcaria                           | Stany Zjednoczone                    | Belgia                               | Francja                              | Wielka Brytania                      | Niemcy                               | Holandia                             | Włochy                               |                                      | Pkt.             | Msc.             | Pkt.                | Msc.                |
| ----- | -------------- | ------ | ------------------- | ------------------------------------ | ------------------------------------ | ------------------------------------ | ------------------------------------ | ------------------------------------ | ------------------------------------ | ------------------------------------ | ------------------------------------ | ------------------------------------ | ---------------- | ---------------- | ------------------- | ------------------- |
| 1952  | Marcel Balsa   | BMW    | Marcel Balsa        | -                                    | -                                    | -                                    | -                                    | -                                    | NU                                   | -                                    | -                                    |                                      | 0                | NS               | –                   | –                   |
| 1952  | Bernhard Nacke | BMW    | Karl-Günther Bechem | -                                    | -                                    | -                                    | -                                    | -                                    | NU                                   | -                                    | -                                    |                                      | 0                | NS               | –                   | –                   |
| 1952  | Willi Krakau   | BMW    | Harry Merkel        | -                                    | -                                    | -                                    | -                                    | -                                    | NZ                                   | -                                    | -                                    |                                      | 0                | NS               | –                   | –                   |
| 1952  | Ernst Klodwig  | BMW    | Ernst Klodwig       | -                                    | -                                    | -                                    | -                                    | -                                    | 12                                   | -                                    | -                                    |                                      | 0                | 54               | –                   | –                   |
| 1952  | Rudolf Krause  | BMW    | Rudolf Krause       | -                                    | -                                    | -                                    | -                                    | -                                    | NU                                   | -                                    | -                                    |                                      | 0                | NS               | –                   | –                   |
| 1953  |                |        |                     | Argentyna                            | Stany Zjednoczone                    | Holandia                             | Belgia                               | Francja                              | Wielka Brytania                      | Niemcy                               | Szwajcaria                           | Włochy                               | Pkt.             | Msc.             | Pkt.                | Msc.                |
| 1953  | Dora Greifzu   | BMW    | Rudolf Krause       | -                                    | -                                    | -                                    | -                                    | -                                    | -                                    | 14                                   | -                                    | -                                    | 0                | 56               | –                   | –                   |
| 1953  | Ernst Klodwig  | BMW    | Ernst Klodwig       | -                                    | -                                    | -                                    | -                                    | -                                    | -                                    | 15                                   | -                                    | -                                    | 0                | 59               | –                   | –                   |